# 虹小鮋
虹小鮋是輻鰭魚綱鮋形目鮋亞目鮋科的其中一種，為亞熱帶海水魚，分布於東太平洋美國加州到祕魯海域，棲息深度0-30公尺，體長可達15公分，棲息在岩石底質底層水域，生活習性不明。

## 扩展阅读
維基物種上的相關：虹小鮋